# Suostunjärvi
Suostunjärvi är en sjö i Finland. Den ligger i kommunerna Tervo och Vesanto i landskapet Norra Savolax, i den centrala delen av landet, 300 km norr om huvudstaden Helsingfors. Suostunjärvi ligger 107,5 meter över havet. Den är 3 meter djup. Arean är 1,97 kvadratkilometer och strandlinjen är 9 kilometer lång. Sjön  ingår i Kymmene älvs huvudavrinningsområde.   Den ligger vid sjön Niinivesi. I omgivningarna runt Suostunjärvi växer i huvudsak blandskog.